# Aeroporto de Porto Nacional
O Aeroporto de Porto Nacional é um aeroporto que serve o município brasileiro de Porto Nacional, no estado do Tocantins. Foi o primeiro aeroporto a ser construído no Tocantins, pelo então Brigadeiro Lysias Augusto Rodrigues. Possui um aeroclube dentro das suas instalações, sendo este o único aeroclube do Tocantins. Já recebeu voos da Varig, da Cruzeiro/Syndicato Condor, da Panair do Brasil, da Aerovias Brasil, do Correio Aéreo Nacional, da VOTEC, da TAM Linhas Aéreas, da VASP e da PENTA. Atualmente nenhuma companhia aérea opera no aeroporto, sendo necessário contatar as empresas de táxi aéreo que atuam no Aeroporto de Palmas, ou então se deslocar até este mesmo aeroporto pela rodovia TO-050/TO-070.
Segundo informações não-oficiais com o desenvolvimento da usina de minério instalada em Monte do Carmo existe a possibilidade da volta de voos regulares na cidade com o pedido da prefeitura municipal, dependendo do fluxo de pessoas de outros estados, podendo haver viabilidade para demandas. As empresas candidatas são a Passaredo e a Azul Linhas Aéreas.

## Características
- Coordenadas: 104301S/0482401W
- Categoria/Utilização: PUB
- Fuso Horário: UTC-3
- Tipo de Operação: VFR DIURNA/NOTURNA - IFR DIURNA
- Distância e Direção: 0SE
- Elevação: 265M (870FT)

- Designador: 05 / 23
- Dimensões: 1700 x 30
- Tipo de Piso: ASPH
- Resistência: 27/F/B/X/T

### Sistemas de Luzes
- THR 05: L12 - Luzes de cabeceira
- RWY 05/23: L14 - Luzes ao longo das laterais da pista
- L15 - Luzes de pista de táxi indicando sua trajetória
- THR 23: L12 - Luzes de cabeceira

### Luzes do Aeródromo
- L21 – Farol rotativo de aeródromo
- L23 – Luzes de obstáculo
- L26 – Indicador de direção de vento iluminado